# Swietłana Wysokowa
Swietłana Jurjewna Wysokowa (ros. Светлана Юрьевна Высокова; ur. 12 maja 1972 w Krasnokamsku) – rosyjska łyżwiarka szybka, brązowa medalistka olimpijska.

## Kariera
Największy sukces w karierze Swietłana Wysokowa osiągnęła w 2006 roku, kiedy wspólnie z Jekatieriną Abramową, Jekatieriną Łobyszewą, Warwarą Baryszewą i Galiną Lichaczową zdobyła brązowy medal w biegu drużynowym podczas igrzysk olimpijskich w Turynie. W swoim jedynym występie indywidualnym zajęła osiemnaste miejsce biegu na 3000 m. Na rozgrywanych cztery lata później igrzyskach w Vancouver ponownie była osiemnasta na 3000 m, a na dystansie 5000 m była trzynasta. Brała też udział w igrzyskach w Nagano w 1998 roku, zajmując dwunastą pozycję w biegach na 3000 i 5000 m. Nigdy nie zdobyła medalu mistrzostw świata, jej najlepszym wynikiem było czwarte miejsce w biegu drużynowym wywalczone podczas dystansowych MŚ w Inzell w 2005 roku oraz rozgrywanych dwa lata później dystansowych MŚ w Salt Lake City. Wielokrotnie startowała w zawodach Pucharu Świata, ale nigdy nie stanęła na podium. Najlepsze rezultaty osiągała w sezonie 2002/2003, kiedy była jedenasta w klasyfikacji końcowej 3000/5000 m.